# Kathera
Kathera è una suddivisione dell'India, classificata come nagar panchayat, di 6.389 abitanti, situata nel distretto di Jhansi, nello stato federato dell'Uttar Pradesh. 